# Adria (Stargate)
Adria, también conocida como Orici, es un personaje de la serie de TV Stargate SG-1 interpretado por Morena Baccarin.
Adria posee la habilidad de curar junto con otros poderes que cualquier Prior tendría.
Su primer nombre, otorgado por los seguidores de los Ori, es Orici. Tomin, marido de su madre Vala, explica que Adria posee gran conocimiento al ser hija de un Ori y de un antiguo antifitrión. En este sentido, Adria es parecida a un Harcesis como Shifu, un niño nacido de dos huéspedes Goa'uld, por lo que posee todos los conocimientos de los Goa'uld.
Durante el episodio "Flesh and Blood", Adria nace y crece a gran velocidad gracias a los poderes de los Ori. Al final del episodio, Daniel Jackson la deja inconsciente pero fallan al intentar secuestrala para interrogarla.
En el siguiente episodio, "Morpheus", se sabe que Adria ya comienza a dirigir a su ejército, y en "Counterstrike" Adria reaparece, ya convertida en una mujer madura y con pleno control de sus poderes mentales.
En el doble capítulo "The Quest", aparentemente la Antigua, Morgana Le Fay, puso "trampas" para evitar que Adria utilizara sus poderes y hallara el arma anti-ascendidos. Cuando los miembros del  SG-1 lo encuentran, se colocan en el pedestal donde estaba el Sangraal junto a Adria y Ba'al y todos son transportados a un laboratorio escondido, excepto Adria. Según Daniel, esto también fue obra de Morgana.
Durante la película Stargate: The Ark of Truth, se descubre que después de que el arma anti-ascendidos de Merlín destruyera a los Ori, Adria recibió todo su poder conjunto al haber ascendido, y se autoproclamó una diosa, tomando el control de la galaxia Ori engañando a sus seguidores.
Pero cuando El Arca de la Verdad es abierta delante del Doici, todos los habitantes de la galaxia Ori descubren que estos no son dioses (debido a que el efecto del arca se transmitió por los cristales que los priores tienen en sus bastones) y su fe se desmorona, con lo que el poder de Adria disminuye drásticamente. Cuando esta se dispone, furiosa, a acabar con el SG-1 por haber arruinado sus planes, Morgana aparece y se lanza a luchar contra Adria en una batalla eterna (igual que hizo Oma Desala con Anubis), y ambas desaparecen para siempre del plano físico.
- Datos: Q2713227